# 刁包
刁包（1603年—1669年），原名基命，字蒙吉，号文孝先生，晚号用六居士，直隶祁州人。明天启七年（1627年）中举人。

## 生平
天啟七年丁卯科舉人，上春宮不第，遂棄舉業，志在鑽研聖賢之學。崇禎時，流賊犯祁州，刁包率眾固守，城得不破。甲申國變，不應召為官，隱居讀書。連遭父母喪，哀慟而卒

## 理念
刁包是明末清初的著名易学家，创立了用六学派，著有《潜室箚记》二卷、《易酌》十四卷、《辩道录》四卷、《用六集》十二卷，辑为《斯文正统》十二卷。刁包对阳明学提出深切的反省，主张以读书、穷理纠正王学只谈良知本体，同时亦将读书、穷理归本于心，并肯定朱子朱子心具众理的主张。因此刁包所说的「心」、「心学」，和阳明心学不同，源自朱子心即理的系统。刁包以他的崇德修身、勇敢正義的品格而聞名，他對自己的行為持高度的自我要求。他在家鄉時以恭謙和謹慎的態度待人，但一旦遇到需要正義的事情，他毫不畏懼地站出來。他不僅在保護家鄉的人民方面表現出色，還對流亡的人們伸出援手。他深深地敬佩學者百泉的學問，並通過閱讀梁溪高氏的書信得到啟發。他以自己的身體力行傳統的喪禮，對父母的去世表達了深深的哀悼之情。

## 轶事
刁包經常檢視自己，反省內心是否有妄念，言談是否輕率，行事是否草率。在家鄉，他以恭謹謙和的態度著稱。然而，一旦遇到正義的事情，他就會勇敢地站出來，超越了孟賁、崇正等人，成為一位優秀的人物。
刁包一開始聽到百泉講學的消息時，對其言行非常敬佩並嚮往。後來，他閱讀了梁溪高氏留下的書信，深感欣喜，說道：「如果不讀這本書，我就虛度了一生。」他將這本書供奉在家中，每當犯錯時，他會跪在書前自我反省。
约在 1658 年间，刁包因读到《高子遗书》而敬仰高攀龙的学问，于是在家中设牌位祭拜高攀龙。刁包说道：“先生（高攀龍）若乘我悱而發之，舉數十年疑團魔障渙然冰釋，渾忘手舞足蹈，彷彿弄月吟風。嗣是特為位祀先生，朔望焚香展拜。或有愧心惰行，必稽首自責於先子暨先夫子之前，私心慰幸，竊比於七十子之服孔子。”从刁包朔望焚香展拜、在先子与先夫子木主前自责的行为，可看出其对待这位跟自己没有血缘关系的先儒，与对待自己的祖先同样尊敬。
後來，刁包得知朝廷發生了變亂，他戴上喪服，每天早晚都哭泣悼念。在他父親去世期間，他悲痛地哭泣，毫不停息。他等到頭髮完全變白，持續三年不進入內室，不喝酒，不吃肉，全程遵循古代的喪禮。當母親去世時，他同樣悲痛地哭泣，甚至嘔血數升，傷害了自己的身體。在母親的喪禮中，他穿著正式的衣冠，起身坐下，命令兒子濂向祖先述說過去的事情。不久之後，他說：「我的內心再沒有一樁事情了。」然後他就去世了。諡號為文孝。

## 延伸阅读
[在维基数据编辑]
 《清史稿·卷480》，出自趙爾巽《清史稿》

### 脚注
1. ↑  《明史·卷四百八十》：刁包，字蒙吉，晚號用六居士，祁州人。明天啟舉人。再上春官，不第。遂棄舉子業，有志聖賢之學。初聞孫奇逢講良知，心鄉之。既讀高攀龍書，大喜，曰：「不讀此書，幾虛過一生。」為主奉之，或有過差，即跪主前自訟。流賊犯祁州，包毀家倡眾誓固守，城得不破。時有二璫主兵事，探卒報賊勢張甚，二璫怒其惑眾，將斬之。包厲聲曰：「必殺彼，請先殺包。」乃止。二璫相謂曰：「使若居官者，其不為楊、左乎？」賊既去，流民載道，設屋聚養之，病者給醫藥，全活尤多。有山左難婦七十餘人，擇老成家人護以歸。臨行，八拜以重託，家人皆感泣，竭力衛送。歷六府，盡歸其家。
甲申，國變，設莊烈愍皇帝主於所居之順積樓，服斬衰，朝夕哭臨如禮。偽命敦趣，包以死拒，幾及於難。遂隱居不出，於城隅闢地為齋曰潛室，亭曰肥遯。日閉戶讀書其中，無間寒暑，學者宗焉，執經之履滿戶外。居父喪，哀毀，鬚髮盡白。三年不飲酒食肉，不內寢。及母卒，號慟嘔血，病數月，卒。
所著有易酌、四書翊注、潛室劄記、用六集，皆本義理，明白正大。又選斯文正統九十六卷，專以品行為主，若言是人非，雖絕技無取。包初與新城王餘佑為石交。
2. ↑  楊自平. . 台湾: 國立臺灣大學出版中心. 2012: 464. ISBN 9789860333923.
3. ↑  楊自平. . 臺大中文學報. 2011-06, (34): 263–303  [2020-07-04]. ISSN 1013-2422. doi:10.6281/NTUCL.2011.34.07. （原始内容存档于2020-07-04） （中文）.
4. ↑  呂妙芬.  (PDF). 2008年3月30日  [2020年7月4日]. （原始内容存档于2020年7月4日）.

### 文献
- 永塔等：《四庫全書總目》上册，卷六，頁36；卷三十七，頁314；卷九十七，頁822；卷一八一，頁1632；卷一九四，頁1767。
- 言语不苟，取予不苟，出处不苟——刁包 （页面存档备份，存于）
- 张循:“求同” 与“存异”: 明清之际儒学社会性格的转变 （页面存档备份，存于）